# Daniel Wass
Daniel Wass, né le 31 mai 1989 à Gladsaxe au Danemark, est un footballeur international danois évoluant comme arrière ou milieu droit au Brøndby IF.

## Biographie

### Carrière en club

#### Passage à Benfica et prêt à Évian (2011-2012)
En fin de contrat avec son club formateur du Brøndby IF, il s'engage le 20 mai 2011 avec le club portugais du Benfica Lisbonne pour un contrat de cinq ans.
Peu de temps après, il est prêté au club promu d'Évian Thonon Gaillard. Il dispute son premier match sous ses nouvelles couleurs face au Racing Club de Lens en Coupe de la Ligue (défaite 1-0). Très peu utilisé par Bernard Casoni qui lui préfère Brice Dja Djédjé au poste d'arrière droit, Daniel Wass figure régulièrement sur le banc des remplaçants et songe déjà à un retour au Benfica Lisbonne, malgré la présence de deux compatriotes lui facilitant son intégration (Christian Poulsen et Stephan Andersen).
Il patiente jusqu'au 15 octobre 2011 pour faire ses débuts en championnat, face à l'AS Saint-Étienne, en tant que milieu droit. Le match se solde par une défaite (1-2), mais sa prestation est remarquée, avec à son actif un tir sur la barre transversale et surtout la passe décisive amenant le but de son équipier Yannick Sagbo.
Il marque son premier but sous les couleurs de l'Évian-Thonon-Gaillard FC à domicile au Parc des sports d'Annecy face à Lorient. D'une demi-volée à la suite d'une passe de Yannick Sagbo à la 59e minute, il amène le but de la victoire aux siens (2-1). Il récidive une semaine plus tard face au Stade rennais (défaite 3-2). Devenu titulaire indiscutable jusqu'à la trêve hivernale, l'arrivée du nouvel entraîneur Pablo Correa et les bonnes performances de Sidney Govou dans le couloir droit font alterner le danois entre le banc et des postes qu'il affectionne peu (ailier gauche ou arrière gauche). Durant le mois de février, il retrouve par la suite sa place dans le onze de départ, en tant qu'arrière gauche pour pallier la blessure de Fabrice Ehret. Lors du match contre le FC Lorient, le retour sur les terrains de Guillaume Lacour au poste d'arrière gauche replace Daniel Wass à son poste de prédilection : milieu droit.

#### Évian Thonon Gaillard (2012-2015)
Le 20 juin 2012, Wass s'engage quatre ans en faveur de l'Évian Thonon Gaillard.
Le 18 décembre 2013, il se distingue en réalisant un doublé à Bastia en coupe de la ligue (victoire 2-1 de l'ETG). Replacé milieu offensif durant la saison 2013-2014,  Wass marque au total neuf buts durant l'exercice, faisant de lui le second meilleur buteur du club en championnat derrière Kévin Bérigaud.
Au cours des saisons 2013-2014 et 2014-2015, Wass se distingue par sa réussite sur coup franc. Il en marque respectivement trois et quatre lors de ces exercices et un total de neuf à son départ de l'Évian TG, toutes compétitions confondues.

#### Celta Vigo (2015-2018)
Le 22 juin 2015, Wass s'engage pour quatre ans avec le Celta Vigo après la relégation d'Évian en Ligue 2,. Le montant de la transaction est estimé à trois millions d'euros.
Le 13 septembre 2015, il marque son premier but avec ses nouvelles couleurs lors d'un match de Liga face à Las Palmas (match nul 3-3). Il marque son deuxième but avec le Celta lors d'un match de championnat face au Séville FC (victoire 2-1).
Le 29 septembre 2016, Wass se fait remarquer lors d'une rencontre de Ligue Europa 2016-2017 face au Panathinaïkós en délivrant une passe décisive pour John Guidetti avant de marquer sur coup-franc direct, contribuant grandement à la victoire de son équipe par deux buts à zéro.
Wass effectue une saison 2017-2018 remarquée sur le plan individuel, distillant neuf passes décisives en championnat.

#### Valence CF (2018-2022)
Wass signe au Valence FC le 10 juillet 2018 un contrat de quatre ans. Le montant de transfert est estimé à six millions d'euros tandis que sa clause libératoire est fixée à quatre-vingt millions d'euros.
Wass est titulaire pour ses débuts le 20 août lors d'un nul 1-1 à domicile contre l'Atlético Madrid et délivre une passe décisive à Rodrigo qui permet aux siens de revenir au score. Il marque son premier but pour le club Che le 14 avril 2019 à l'occasion d'un succès 1-3 aux dépens du Villarreal CF en Ligue Europa. Wass est titulaire lors de la finale de la Copa del Rey qui voit Valence soulever le trophée après une victoire 2-1 contre le FC Barcelone. Le Danois clôt sa première saison au club avec son premier titre en carrière et cinquante matchs disputés pour deux buts et six passes décisives.

#### Atlético Madrid (2022)
En janvier 2022, il s'engage en faveur de l'Atlético Madrid contre un chèque d'environ 3 millions d'euros. À 32 ans, il signe un contrat jusqu'en 2023.
Le danois ne jouera qu'un seul match avec l'Atlético Madrid.

#### Brøndby IF (2022-)
Le 12 août 2022, Daniel Wass fait son retour dans son pays natal et dans le club de ses débuts, le Brøndby IF. Il signe un contrat courant jusqu'en juin 2025,.

### Sélection nationale
Daniel Wass obtient sa première sélection le 9 février 2011 lors d'un match amical contre l'Angleterre (1-2), au cours duquel il remplace Simon Poulsen à la mi-temps.
Sa première apparition en compétition officielle survient le 26 mars 2011 lors d'un match qualificatif pour l'Euro 2012 face à la Norvège. Il remplace alors Dennis Rommedahl en toute fin de match. Retenu ensuite dans la sélection disputant l'Euro (en compagnie de ses trois coéquipiers du club : Andersen, Kahlenberg et Poulsen), il n'est cependant pas utilisé par l'entraîneur.
En mai 2018, Wass figurera sur la liste préliminaire de 35 joueurs pouvant participer à la Coupe du monde 2018, mais il ne sera pas retenu par l'entraineur Åge Hareide sur la liste finale de 23 joueurs.
En mai 2021, il est convoqué par Kasper Hjulmand, le sélectionneur de l'équipe nationale du Danemark, dans la liste des 26 joueurs danois retenus pour participer à l'Euro 2020,.
Le 7 novembre 2022, il est sélectionné par Kasper Hjulmand pour participer à la Coupe du monde 2022.

## Statistiques
| Saison                | Club                  | Championnat           | Championnat | Championnat | Championnat | Coupe nationale | Coupe nationale | Coupe nationale | Coupe de la Ligue | Coupe de la Ligue | Coupe de la Ligue | Supercoupe | Supercoupe | Supercoupe | Compétition(s) continentale(s) | Compétition(s) continentale(s) | Compétition(s) continentale(s) | Compétition(s) continentale(s) | Total | Total | Total |
| Saison                | Club                  | Division              | M.          | B.          | P.d.        | M.              | B.              | P.d.            | M.                | B.                | P.d.              | M.         | B.         | P.d.       | Comp.                          | M.                             | B.                             | P.d.                           | M.    | B.    | P.d.  |
| 2007-2008             | Brøndby IF            | Superligaen           | 13          | 0           | 1           | 4               | 0               | 0               | -                 | -                 | -                 | -          | -          | -          | -                              | -                              | -                              | -                              | 17    | 0     | 1     |
| 2008-2009             | Brøndby IF            | Superligaen           | 28          | 0           | 2           | 3               | 0               | 0               | -                 | -                 | -                 | -          | -          | -          | C3                             | 5                              | 1                              | 0                              | 36    | 1     | 2     |
| 2009-2010             | Brøndby IF            | Superligaen           | 12          | 2           | 0           | -               | -               | -               | -                 | -                 | -                 | -          | -          | -          | -                              | -                              | -                              | -                              | 12    | 2     | 0     |
| 2010-2011             | Brøndby IF            | Superligaen           | 32          | 6           | 3           | 1               | 1               | 0               | -                 | -                 | -                 | -          | -          | -          | C3                             | 6                              | 0                              | 0                              | 39    | 7     | 3     |
| Sous-total            | Sous-total            | Sous-total            | 85          | 8           | 6           | 8               | 1               | 0               | -                 | -                 | -                 | -          | -          | -          | -                              | 11                             | 1                              | 0                              | 104   | 10    | 6     |
| 2009                  | Fredrikstad FK (prêt) | Eliteserien           | 3           | 1           | 0           | -               | -               | -               | -                 | -                 | -                 | -          | -          | -          | -                              | -                              | -                              | -                              | 3     | 1     | 0     |
| 2011-2012             | Évian TG (prêt)       | Ligue 1               | 29          | 4           | 2           | 1               | 0               | 0               | 1                 | 0                 | 0                 | -          | -          | -          | -                              | -                              | -                              | -                              | 31    | 4     | 2     |
| 2012-2013             | Évian TG              | Ligue 1               | 34          | 2           | 1           | 5               | 0               | 1               | -                 | -                 | -                 | -          | -          | -          | -                              | -                              | -                              | -                              | 39    | 2     | 2     |
| 2013-2014             | Évian TG              | Ligue 1               | 38          | 9           | 3           | 1               | 0               | 0               | 3                 | 2                 | 0                 | -          | -          | -          | -                              | -                              | -                              | -                              | 42    | 11    | 3     |
| 2014-2015             | Évian TG              | Ligue 1               | 32          | 8           | 4           | 2               | 1               | 0               | 1                 | 1                 | 0                 | -          | -          | -          | -                              | -                              | -                              | -                              | 35    | 10    | 4     |
| Sous-total            | Sous-total            | Sous-total            | 133         | 23          | 10          | 9               | 1               | 1               | 5                 | 3                 | 0                 | -          | -          | -          | -                              | -                              | -                              | -                              | 147   | 27    | 11    |
| 2015-2016             | Celta Vigo            | Liga                  | 36          | 2           | 5           | 7               | 1               | 0               | -                 | -                 | -                 | -          | -          | -          | -                              | -                              | -                              | -                              | 43    | 3     | 5     |
| 2016-2017             | Celta Vigo            | Liga                  | 32          | 3           | 4           | 8               | 2               | 0               | -                 | -                 | -                 | -          | -          | -          | C3                             | 14                             | 2                              | 1                              | 54    | 7     | 5     |
| 2017-2018             | Celta Vigo            | Liga                  | 35          | 4           | 9           | 4               | 0               | 0               | -                 | -                 | -                 | -          | -          | -          | -                              | -                              | -                              | -                              | 39    | 4     | 9     |
| Sous-total            | Sous-total            | Sous-total            | 103         | 9           | 18          | 19              | 3               | 0               | -                 | -                 | -                 | -          | -          | -          | -                              | 14                             | 2                              | 1                              | 136   | 14    | 19    |
| 2018-2019             | Valence CF            | Liga                  | 32          | 1           | 4           | 8               | 0               | 2               | -                 | -                 | -                 | -          | -          | -          | C1+C3                          | 3+7                            | 0+1                            | 0+1                            | 50    | 2     | 7     |
| 2019-2020             | Valence CF            | Liga                  | 35          | 1           | 6           | 1               | 0               | 0               | -                 | -                 | -                 | 1          | 0          | 0          | C1                             | 8                              | 1                              | 0                              | 45    | 2     | 6     |
| 2020-2021             | Valence CF            | Liga                  | 35          | 4           | 1           | 1               | 0               | 0               | -                 | -                 | -                 | -          | -          | -          | -                              | -                              | -                              | -                              | 36    | 4     | 1     |
| 2021-2022             | Valence CF            | Liga                  | 19          | 1           | 1           | 2               | 0               | 0               | -                 | -                 | -                 | -          | -          | -          | -                              | -                              | -                              | -                              | 21    | 1     | 1     |
| Sous-total            | Sous-total            | Sous-total            | 121         | 7           | 12          | 12              | 0               | 2               | -                 | -                 | -                 | 1          | 0          | 0          | -                              | 18                             | 2                              | 1                              | 152   | 9     | 15    |
| 2021-2022             | Atlético de Madrid    | Liga                  | 1           | 0           | 0           | -               | -               | -               | -                 | -                 | -                 | -          | -          | -          | C1                             | -                              | -                              | -                              | 1     | 0     | 0     |
| 2022-2023             | Brøndby IF            | Superligaen           | 24          | 1           | 6           | -               | -               | -               | -                 | -                 | -                 | -          | -          | -          | -                              | -                              | -                              | -                              | 24    | 1     | 6     |
| 2023-2024             | Brøndby IF            | Superligaen           | 31          | 3           | 6           | 3               | 0               | 1               | -                 | -                 | -                 | -          | -          | -          | -                              | -                              | -                              | -                              | 34    | 3     | 7     |
| 2024-2025             | Brøndby IF            | Superligaen           | 30          | 2           | 3           | 5               | 1               | 0               | -                 | -                 | -                 | -          | -          | -          | C4                             | 3                              | 1                              | 1                              | 38    | 4     | 4     |
| 2025-2026             | Brøndby IF            | Superligaen           | 4           | 0           | 1           | -               | -               | -               | -                 | -                 | -                 | -          | -          | -          | C4                             | 4                              | 0                              | 0                              | 8     | 0     | 1     |
| Sous-total            | Sous-total            | Sous-total            | 89          | 6           | 16          | 8               | 1               | 1               | -                 | -                 | -                 | -          | -          | -          | -                              | 7                              | 1                              | 1                              | 104   | 8     | 18    |
| Total sur la carrière | Total sur la carrière | Total sur la carrière | 535         | 54          | 62          | 56              | 6               | 4               | 5                 | 3                 | 0                 | 1          | 0          | 0          | -                              | 50                             | 6                              | 3                              | 647   | 69    | 69    |

## Palmarès

### En club
- Brøndby IF :
  - Vainqueur de la Coupe du Danemark en 2008.
  - Vice-champion de Superligaen en 2024.
- Évian Thonon Gaillard :
  - Finaliste de la Coupe de France en 2013.
- Valence CF :
  - Vainqueur de la Coupe d'Espagne en 2019.